# Chrysocatharylla lucasi
Chrysocatharylla lucasi là một loài bướm đêm trong họ Crambidae.